# لان ماكدونالد
لان ماكدونالد (بالإنجليزية: Lane MacDonald)‏ هو لاعب هوكي الجليد أمريكي، ولد في 3 مارس 1966 في تلسا في الولايات المتحدة.

## وصلات خارجية
- لان ماكدونالد على موقع دوري الهوكي الوطني (الإنجليزية)
- لان ماكدونالد على موقع EliteProspects.com (الإنجليزية)
- لان ماكدونالد على موقع HockeyDB.com (الإنجليزية)
- لان ماكدونالد على موقع أوليمبيديا (الإنجليزية)